# Galgula subapicalis
Galgula subapicalis là một loài bướm đêm trong họ Noctuidae.